# 粗壮景天
粗壮景天（学名：Sedum engleri）为景天科景天属的植物，是中国的特有植物。分布在中国大陆的四川、云南等地，生长于海拔1,900米至3,600米的地区，目前尚未由人工引种栽培。

## 异名
- Sedum engleri Hamet var. dentatum S. H. Fu

## 变种
- 粗壮景天（原变种） Sedum engleri Hamet var. engleri
- 远齿粗壮景天（变种）齿圆佛甲草 Sedum engleri Hamet var. dentatum S. H. Fu